# Здание ПРИЗАД (ТАНЮГ)
Здание ПРИЗАД (ТАНЮГ) (серб. Зграда ПРИЗАД-а (Танјуг)) находится в Белграде на улице Обиличев венац, д. 2. Благодаря своим архитектурно-градостроительным и культурно-историческим достоинствам признано памятником культуры. Охраняется Институтом по охране памятников культуры.
Здание построено Привилегированным экспортным обществом, располагавшимся до этого в арендуемых помещениях. Экономическое положение общества сильно улучшалось на фоне инфляции и потребности государства в стимулировании экспорта, что позволило ему построить собственное здание в Белграде.
На основании проведённого в 1937 году конкурса, в период 1938—1939 годов по проекту архитектора Богдана Несторовича было построено административное здание Привилегированного экспортного акционерного общества (ПРИЗАД). Поскольку рельеф в этом районе понижается от улицы Обиличев венац в сторону реки Сава, здание занимает доминирующее положение. С одной стороны, в ортогональной схеме применены два связанных между собой пилона, и с другой — применена узнаваемая аркообразная форма. Фасады здания ритмично разделены с помощью стилизованных пилястр в духе модернизма, выполненных с нейтральным шагом оконных проёмов. Монументальный характер здания требовал применения облицовки из тонких каменных плит, которая использована и в интерьере вестибюля.
В оформлении этого здания с безорнаментальной модернистской архитектурой замечается влияние архитектуры тоталитарных режимов (Италии и Германии), а также французского монументализма. Гармоничным соотношением формы и очищенных безорнаментальных фасадов здание выделяется как важное произведение белградской архитектуры 1930-х годов прошлого века, занимая выдающееся место в творчестве архитектора Богдана Несторовича.
После войны в здании располагалась ОЗНА (Отделение по защите народа). С начала шестидесятых годов XX века в здании было размещено агентство ТАНЮГ (Телеграфное агентство новой Югославии). С этого времени в его вестибюле установлена скульптура журналиста и публициста Моши Пияде.